# Heterotaxis santanae
Heterotaxis santanae là một loài thực vật có hoa trong họ Lan. Loài này được (Carnevali & I.Ramírez) Ojeda & Carnevali mô tả khoa học đầu tiên năm 2005.